# Anosia intermedia
Anosia intermedia är en fjärilsart som beskrevs av Moore 1883. Anosia intermedia ingår i släktet Anosia och familjen praktfjärilar. Inga underarter finns listade i Catalogue of Life.